# Williamsburg (Massachusetts)
Williamsburg è un comune degli Stati Uniti d'America facente parte della contea di Hampshire nello stato del Massachusetts.